# Réserve nationale Pampas Galeras-Bárbara d'Achille
La réserve nationale Pampas Galeras-Bárbara d'Achille d'une surface de 6 500 ha a été créée le 18 mai 1967 pour protéger les vigognes.
Son nom est un hommage à l'écologiste Bárbara D'Achille (es).
Elle occupe au Pérou un territoire de 6 500 hectares appartenant au district de Lucanas, dans la province de Lucanas, région d'Ayacucho.
Elle est accessible depuis Nazca ou Puquio par la route n°26 qui relie la côte péruvienne à Cuzco.
Elle est identifiée par le code alphanumérique RN01 par l'INRENA (Institut national des ressources naturelles).
Elle se situe à une altitude comprise entre 3 950 et 4 500 mètres.

## Faune et flore
L'objectif principal est de permettre l'exploitation rationnelle par la population locale de la vigogne dont la laine est très recherchée. La protection de ce camélidé a permis d'en faire remonter la population dans la Région d'Ayacucho à 59 000 individus dont environ 10 % ont été recensés sur le territoire de la réserve. C'est de loin le principal centre de conservation de l'espèce au Pérou. La végétation est composée de l'herbacée appelée ichu et de bois de quishuar.

## Fête du Chaccu
Chaque année à la fin du mois de juin, des centaines d'habitants se lancent à la poursuite des vigognes pour les encercler et les regrouper dans un enclos puis tondre leur laine. Cette pratique ancestrale (chaccu en quechua, chaco en espagnol) donne lieu à des cérémonies et à des réjouissances. 230 kg de laine ont été récoltés en 2009 à Pampas Galeras.

## Protection
Les troupeaux de vigognes sont menacés par le braconnage en raison du prix très élevé de leur laine (650 dollars le kg de fibre lavée en 2009). Des bandes fortement armées massacrent les animaux afin de prélever leur toison. En l'absence d'une protection gouvernementale efficace (garde spécifique ou police nationale), les communautés paysannes doivent s'organiser elles-mêmes pour protéger une importante source de revenus.

## Bárbara d'Achille
Bárbara d'Achille est le nom d'une journaliste de nationalité italienne et d'origine lettonne, spécialiste des questions écologiques, qui fut exécutée par la guérilla du Sentier lumineux le 31 mai 1989 dans le département voisin de Huancavelica. La dénomination de la réserve a été modifiée en 1993 pour honorer sa mémoire.

### Sources
- (es) Cet article est partiellement ou en totalité issu de l’article de Wikipédia en espagnol intitulé « Reserva nacional Pampa Galeras-Bárbara d'Achille » (voir la liste des auteurs).